# Pierre Landry (tennis)
Pierre Henri Landry, né le 14 juin 1898 à Moscou en Russie et mort le 7 décembre 1990 à Neuilly-sur-Seine, est un joueur de tennis, collectionneur et marchands de tableaux anciens.

## Biographie
Pierre Landry est le petit-fils de l'industriel des parfums Henri Brocard, lui-même collectionneur de tableaux.
Il épouse en 1937 à Bruges la joueuse de tennis belge Nelly Adamson et a eu deux enfants, Brigitte (1940) et Jean-Pierre (1942).

### Carrière sportive
Après avoir essayé le football sans grand succès, Pierre Landry se met au tennis lors de ses séjours en Angleterre. Il débute les tournois en 1923 et remporte l'année suivante la Coupe Porée en double avec Paul Féret, ce qui lui permet de faire son entrée en première série.
Champion d'Irlande en 1926, il se distingue cette année-là aux Internationaux de France en éliminant Jacques Brugnon au 3e tour. Au mois de juillet, le capitaine de l'équipe de France Pierre Gillou l'invite à assister à la rencontre de Coupe Davis face à la Grande-Bretagne à Cabourg. Le dimanche, René Lacoste devant rentrer à Paris, pris pour affaires, il dispute à sa place un match d'exhibition contre Colin Gregory qu'il remporte.
Venu à la compétition sur le tard, Pierre Landry réalise son premier coup d'éclat en 1927 en éliminant Jean Borotra en demi-finale de la Coupe de Noël avant de s'incliner en finale contre René Lacoste, non sans avoir opposé une belle résistance. Borotra prendra sa revanche dès le mois suivant en finale du championnat de France sur courts couverts.
En mars 1928, remplaçant Henri Cochet, il part rejoindre à Durban la tournée du Racing Club de France composée de Jean Borotra, Jacques Brugnon et Christian Boussus lors de leur passage en Afrique du Sud. Au mois d'août, il prend part au championnat des Etats-Unis à Forest Hills où il est battu par George Lott dès le premier tour. En 1929, il participe à une nouvelle tournée organisée par le Racing en Asie en compagnie de Cochet, Brugnon et Raymond Rodel.
Il a connu ses principaux succès dans les tournois majeurs sur le gazon de Wimbledon en étant huitième de finaliste en 1928 et surtout quart de finaliste en 1929 grâce à des victoires sur les champions Anglais Harry Lee et Colin Gregory. Il est battu les deux occasions par Bill Tilden à chaque fois à l'issue de rencontres très disputées.
Au début des années 1930, il fait figure de joker possible pour intégrer l'équipe de France de Coupe Davis en raison du retrait de Lacoste et des intentions de Cochet de passer professionnel. Bien que cela n'arrivera jamais, Landry a pu participer au cours de sa carrière à plusieurs rencontres internationales. Il a été classé n°5 français en 1927 et 1928 derrière les quatre Mousquetaires et n°6 en 1930.
Pierre Landry se distingua par un jeu solide de fonds de court aussi bien en coup droit qu'en revers et une grand précision dans ses frappes.

### Carrière professionnelle
Collectionneur, Pierre Landry exerce comme antiquaire, spécialiste en tableaux anciens.
Il découvre dans les années 1930 le tableau Le Tricheur à l'as de carreau de Georges de La Tour, qu'il cède au Musée du Louvre en 1972,. Il est considéré, avec Hermann Voss, comme le « redécouvreur » de cet artiste.
Il est un temps propriétaire d'un autre tableau connu, La Sainte Famille, de Hans Fries, désormais propriété du Musée d'art et d'histoire de Fribourg.
Pendant l'occupation, installé au 1 rue Chardin à Paris 16e, il vend à Hermann Göring plusieurs tableaux : 
- Mise au tombeau de l'école de Jacques Daret le 8 mars 1941 pour 2250 Reichsmarks (RM 759)
- Vierge à l'Enfant, de Neroccio di Bartolomeo de' Landi en 1941 pour 100 000 Francs (RM 781)[13]
- La Vierge et saint Jean Baptiste adorant l'Enfant Jésus, de Domenico di Zanobi, le 20 août 1941 pour 65 000 Francs, par l'intermédiaire de Walter Bornheim (RM 1054)[14]
- Vierge à l'Enfant, de Lorenzo di Credi, le 20 août 1941 pour 65 000 Francs, par l'intermédiaire de Walter Bornheim (RM 1055)
- Tête de vieil homme  de Salomon Koninck, le 24 novembre 1942 pour 550 000 Francs, par l'intermédiaire de Bruno Lohse (RM 1290)

## Palmarès

### Titres en simple
- 1926 : Juan-les-Pins, bat Emmanuel du Plaix (6-4, 6-3, 6-2)[15]
- 1926 : Championnat d'Irlande, bat Maurice Summerson (6-2, 6-1, 6-3)
- 1929 : Biarritz, bat Henri Cochet (6-1, 6-3, 6-2)
- 1930 : Cascais, bat Emmanuel du Plaix (6-8, 1-6, 6-4, 6-1, 6-2)
- 1931 : Championnat d'Allemagne sur courts couverts (Brême), bat Einer Ulrich (6-3, 2-6, 6-3)
- 1932 : Championnat d'Allemagne sur courts couverts, bat Curt Östberg (6-4, 6-2, 7-5)
- 1932 : Saint-Cloud, bat Benny Berthet (6-2, 7-5)

### Finales en simple
- 1927 : Coupe de Noël, perd contre René Lacoste (8-6, 6-2, 8-6)
- 1927 : Championnat de France sur courts couverts, perd contre Jean Borotra (2-6, 6-1, 6-4, 6-1)
- 1928 : Championnat de France sur courts couverts, perd contre René de Buzelet (6-4, 4-6, 3-6, 6-3, 7-5)
- 1929 : Calcutta, perd contre Henri Cochet (6-4, 6-4, 3-6, 6-2)
- 1933 : Coupe de Noël, perd contre Marcel Bernard (7-5, 6-3, 6-1)
- 1933 : Championnat d'Allemagne sur courts couverts, perd contre Gottfried von Cramm (6-1, 7-9, 6-1, 6-2)
- 1934 : Championnat d'Allemagne sur courts couverts, perd contre Gottfried von Cramm (6-1, 2-6, 4-6, 6-4, 6-2)

## Parcours dans les tournois duGrand Chelem

### En simple
| Année | Open d'Australie | Open d'Australie | Internationaux de France | Internationaux de France | Wimbledon       | Wimbledon      | US Open         | US Open     |
| ----- | ---------------- | ---------------- | ------------------------ | ------------------------ | --------------- | -------------- | --------------- | ----------- |
| 1925  | —                | —                | 2e tour (1/16)           | André Gobert             | —               | —              | —               | —           |
| 1926  | —                | —                | 1/8 de finale            | B. von Kehrling          | —               | —              | —               | —           |
| 1927  | —                | —                | 1er tour (1/64)          | James Van Alen           | 3e tour (1/16)  | Hendrik Timmer | —               | —           |
| 1928  | —                | —                | 3e tour (1/16)           | Guillermo Robson         | 1/8 de finale   | Bill Tilden    | 1er tour (1/32) | George Lott |
| 1929  | —                | —                | —                        | —                        | 1/4 de finale   | Bill Tilden    | —               | —           |
| 1930  | —                | —                | 3e tour (1/16)           | Edgar Moon               | 3e tour (1/16)  | Bunny Austin   | —               | —           |
| 1931  | —                | —                | 1er tour (1/64)          | Minoru Kawachi           | 2e tour (1/32)  | George Lott    | —               | —           |
| 1932  | —                | —                | 2e tour (1/32)           | Harry Lee                | 1er tour (1/64) | Iwao Aoki      | —               | —           |
| 1933  | —                | —                | 2e tour (1/32)           | Eikichi Itoh             | —               | —              | —               | —           |
| 1934  | —                | —                | 2e tour (1/32)           | Roderich Menzel          | 2e tour (1/32)  | Frank Shields  | —               | —           |
| 1935  | —                | —                | —                        | —                        | 2e tour (1/32)  | Ladislav Hecht | —               | —           |
| 1936  | —                | —                | 3e tour (1/16)           | Roland Journu            | 2e tour (1/32)  | Vivian McGrath | —               | —           |

N.B. : à droite du résultat se trouve le nom de l'ultime adversaire.